# Hyperöstrogenismus
Der Hyperöstrogenismus ist ein Krankheitsbild, das durch eine Überproduktion von weiblichen Geschlechtshormonen (Östrogene) verursacht wird. Die Krankheit kommt sowohl beim weiblichen als auch beim männlichen Geschlecht vor und kann viele verschiedene Ursachen haben.
Das Krankheitsbild kann auch bei Tieren auftreten. Für Hunde siehe Hyperöstrogenismus beim Hund.

## Ursachen und Formen
Unterschieden werden können je nach zugrunde liegender Störung folgende Formen und Krankheiten:
- Alkoholkrankheit
- Blasenmole
- familiärer Hyperöstrogenismus, (Erbkrankheit), Synonyme Aromatase-Exzess-Syndrom; AEXS; Hyperöstrogenismus, familiärer; Präpubertäre Gynäkomastie, hereditäre[3]
- femininer Hyperöstrogenismus bei hormonaktiven (Eierstocks-)Tumoren
- hypergonadotrope Hyperöstrogenämie, (erhöhte Konzentration der Gonadotropine), meist Beginn der Wechseljahre (Klimakterium)[4][5]
- Hyperthyreose
- Leberzirrhose[6]
- medikamentöser Hyperöstrogenismus bei Östrogen-Überdosierung, auch Zearalenon, ein Mykotoxin
- ovarieller Hyperöstrogenismus bei gestörter Funktion des Eierstockes mit Östrogenüberschuss
- suprarenaler Hyperöstrogenismus bei vermehrter Hormonbildung in der Nebennierenrinde
- testikulärer Hyperöstrogenismus bei primärer unzureichender Funktion des Hodens oder Androgenresistenz

und weiteren selteneren Erkrankungen.

## Klinische Erscheinungen
Beim männlichen Geschlecht kommt es beim Erwachsenen zur Feminisierung mit Verlust der Libido und Potenz, beim Jugendlichen zum Hypogenitalismus, davor eventuell zur Fehlbildung sekundärer Geschlechtsorgane.
Beim weiblichen Geschlecht kann es zu Endometriumveränderungen, Mukometra, verlängerter Menstruation oder Menstruationsbeschwerden kommen.